# 미하라정 (효고현)
미하라정(三原町)은 효고현 미하라군에 설치되었던 정이다.
2005년 1월 11일 미하라군 외 3정과 함께 미나미아와지시가 되었기 때문에 소멸하였다.

## 역사
- 1955년 4월 3일 - 에나미촌, 야기촌, 이치촌, 구마시로촌이 합병해 성립하였다.
- 1957년 6월 1일 - 시토리촌의 일부를 편입하였다.
- 2005년 1월 11일 - 미도리정, 세이단정, 난단정과 합병해 미나미아와지시가 성립하였다. 동일 미하라정은 소멸되었다.

## 교통

### 도로
- 고베-아와지-나루토 자동차도
- 국도 28호선